# Принц Мориёси
Принц Мориёси (Моринага) (яп. 護良親王, もりよししんのう) (1308—1335) — японский государственный и политический деятель, принц крови и наследник трона, великий сёгун в правительстве времён реставрации Кэмму.

## Жизнеописание
Мориёси родился в 1308 году в семье императора Го-Дайго и его главной жены Минамото-но Тикако. В 1326 году принц занимал должность настоятеля буддистского монастыря Кадзии, а в следующем году стал патриархом секты Тэндай, главой монастыря Энряку-дзи недалеко от столицы. В 1331 году, привлекая на свою сторону армии монахов-воинов, Мориёси вместе с отцом организовал восстание против Камакурского сёгуната. Оно закончилось поражением, и в 1332 году принц был лишен патриаршества и монашеского сана. Мориёси скрывался от сёгунских войск в провинциях Ямато и Кии, оттуда издал призыв к японскому самурайству свергнуть Камакурский сёгунат и род узурпаторов Ходзё. В 1333 на этот призыв откликнулись Асикага Такаудзи, который захватил Киото и способствовал возвращению императора Го-Дайго из ссылки в столице, и Нитта Ёсисада, который захватил Камакуру и уничтожил самурайское правительство Ходзё.
После вступления императора Го-Дайго в Киото началась реставрация Кэмму и было сформировано новое аристократически-самурайское правительство. В 1333 году Мориёси был назначен «великим сёгуном-завоевателем варваров», фактическим главой всех самураев страны, но вскоре, из-за ссоры с отцом, был снят с должности. Принц также вступил в конфликт с Асикагой Такаудзи и безуспешно пытался убить его. В 1334 году Го-Дайго получил донос на Мориёси о том, что тот планирует захватить трон. Принц немедленно был схвачен и заключён как мятежник. Его сослали в Камакуру, под надзор брата Асикаги Такаудзи, Асикаги Тадаёси.
В 1335 году Камакуру атаковали остатки войск рода Ходзё под руководством Ходзё Токиюки. Асикага Тадаёси не смог удержать город и во время отступления приказал убить арестанта Мориёси. Осуществил казнь Футинобэ Ёсихиро.
В XIX веке для увековечения памяти убитого Мориёси было построено Святилище Камакура в городе Камакура.